# 英単語ターゲット (ニンテンドーDS)
英単語ターゲット（えいたんごターゲット）は、IEインスティテュートから発売されたニンテンドーDS向け英語トレーニングソフトのシリーズ。旺文社の同シリーズをニンテンドーDS向けにしたもので、すべての見出し語の音声・例文が収録されている。

## ラインナップ
- 英単語ターゲット1900DS（2006年8月10日発売）
  - NEW 英単語ターゲット1900DS（2007年8月9日発売）
- 中学英単語ターゲット1800DS（2006年8月10日発売）
  - NEW 中学英単語ターゲット1800DS（2009年1月22日発売）
- 英熟語ターゲット1000DS（2007年8月9日発売）

## 構成
- 自習モード：見出し語を見る・聞く・書くで覚える。
- テストモード：単語をディクテーション（書取り）などのテストで確かめる。
- ゲームモード：ゲーム形式で英単語をチェック。